# Mona Muscă
Monica Octavia Muscă, z domu Nicoară, primo voto Stoian (ur. 4 maja 1949 w Turdzie) – rumuńska polityk i filolog, w latach 1996–2007 poseł do Izby Deputowanych, w latach 2004–2005 minister kultury i spraw religijnych.

## Życiorys
W 1972 ukończyła studia na wydziale filologicznym Universitatea de Vest din Timișoara, następnie przez cztery lata pracowała jako nauczycielka języka rumuńskiego w szkole w Gurbie w okręgu Arad. Od 1975 do 1982 była pracowała na macierzystej uczelni jako asystent i nauczycielka języka rumuńskiego jako obcego. Następnie od 1982 do 1996 zatrudniona w Instytucie Lingwistyki im. Iorgu Iordana w ramach Akademii Rumuńskiej.
Od 1991 należała do Partii Sojuszu Obywatelskiego, gdzie odpowiadała za komunikację. W 1995 wstąpiła do Partii Narodowo-Liberalnej, była jej wiceprzewodniczącą ds. strategii i społeczeństwa obywatelskiego. W latach 1996–2007 zasiadała w Izbie Deputowanych przez niepełne trzy kadencje, od grudnia 2004 do stycznia będąc wiceprzewodniczącą. Od 28 grudnia 2004 do 28 sierpnia 2005 zajmowała stanowisko minister kultury w rządzie Călina Popescu-Tăriceanu, złożyła rezygnację po konflikcie z premierem. Od września 2005 do grudnia 2006 była obserwatorką w Parlamencie Europejskim, należąc do Porozumienia Liberałów i Demokratów na rzecz Europy.
W sierpniu 2006 wysunięto wobec niej zarzuty o współpracę z Securitate w latach 70., w kolejnym miesiącu została wykluczona z PNL. Sama zainteresowana zaprzeczała współpracy z tą służbą, potwierdziła jedynie podpisanie dokumentu w 1977, który opublikowała w internecie. Pod koniec 2006 dołączyła do Partii Liberalno-Demokratycznej. W marcu 2007 zrezygnowała z mandatu poselskiego po niekorzystnym wyroku sądowym potwierdzającym współpracę. Postępowanie w sprawie złożenia przez nią fałszywych wyjaśnień zostało umorzone w 2010.

## Życie prywatne
Dwukrotnie zawierała związek małżeński, pierwszy z nich zakończył się rozwodem. Z drugim mężem ma córkę.

## Odznaczenia
Wyróżniona Narodowym Orderem Zasługi.